# 액트 오브 워: 디렉트 액션
액트 오브 워: 디렉트 액션(Act of War: Direct Action)은 유진 시스템이 개발하고, 아타리에서 판매하는 전략 시뮬레이션이다. 이 게임은 커맨드 앤 컨커의 개념을 바탕으로한, 현대전 전략 시뮬레이션 게임이다. 액트 오브 워: 하이 트리즌이라고 불리는 확장팩은 2006년 3월에 발매되었다.
액트 오브 워는 새로운 게임플레이 요소가 포함되어 있는데, 심한 부상을 입은 병사는 그들이 의료적인 도움을 받기 전에는 움직일 수 없고, 전투 중에 적에게 항복할 수 있다. 또한, 현실적으로 건물을 파괴할 수 있고, 바리케이트를 건설할 수 있다.
액트 오브 워는 RTS 장르의 여러 혁신적인 개념을 채용하지 않았다. 그리고 액트 오브 워를 제외한 다른 RTS게임에서는 몇몇 유닛이 많으면, 그 유닛들만 사용하여, 쉽게 승리할 수 있지만, 액트 오브 워에서는 여러 가지 유닛을 사용함에 따라서, 여러 가지 전략이 나올 가능성이 많다.

## 줄거리
액트 오브 워는 가까운 미래를 배경으로(약 20XX년 경), 석유가격의 상승으로 미국에서의 가솔린 가격이 1갤런에 75달러라는 가격으로 인해서 미국 경제는 큰 손실을 입었다. 게임은 휴스턴의 정제소가 테러리스트의 공격으로 파괴된 1주일 후의 런던의 "세계 에너지 포럼"에서부터 시작하고 있다. 에너지 포럼이 열리는 중에 일어날 공격가능성에 대해, 미국 국가 안전 보좌관은 대중에게 알려지지 않은 엘리트 부대인 탈론 기동부대를 세계 에너지 포럼에 파견하게 된다. 테러리스트들은 세계 에너지 포럼의 주요인사를 테러한후, 샌프란시스코에서 대규모 작전을 펼치게 되고, 미 정부는 테러리스트와의 전쟁으로 인하여 해외에 주둔하고 있던 모든 군대를 본토로 불려들이게 된다. 싱글플레이 미션에선 플레이어는 미 육군 소령인 제이슨 리히터를 맡아, 이 전투를 수행하게 된다.

## 진영

### 미군
액트 오브 워: 디렉트 액션에서, 미국(USA, US)은 그들의 예정을 전혀 모르는 컨소시엄이라는 적과 맞서 싸우게 된다.
본부에서 데프콘 3에서 데프콘 2 그리고 데프콘 1으로 상향되는 형태이다.(데프콘 1에서는 B-2 폭격기와 울버린미사일과 패트리어트 미사일과 델타포스 병사가 가능..)
기본적으로 미군은 AH-64D 아파치, 델타 포스, 험비(액트오브워에서는 팻비이기도 하다.), M1A2 에이브람스 주력전차와, M109A6 팔라딘, 그리고 M270 다연장 로켓 발사 시스템(MLRS) 등의 전통적인 전쟁무기를 사용하고 있으나 가령 M1A2 에이브람스 전차에 일시적으로 무적화가 되는 스팩트럼 쉴드를 적용시키는등 다른진영의 강력한 무기에 대응해 나가고있다. 그들은 또한 강력하면서 다양한 종류의 항공기, 헬리콥터 뿐만 아니라, 특정한 역할을 수행하도록 향상시킬수 있다.
이 진영의 특징적인 유닛은 F-15 이글, B2 스텔스 폭격기와, M1A2 에이브람스 주력 탱크이다.
<1개의 관제탑에서 운용 가능한 공군기체는 3기>
<미군 공군 상성>
F-15 이글 : 공중전만 가능.(업그레이드로 AIM-120 암람이 있다.)
A-10 썬더볼트 : 디렉트액션에서는 차량만 가능
그러나 하이트리즌(확장판)에서는 추가로 GAU-8 기관포 공격 및 업그레이드를 통해서 폭탄 투하(목표지역 도달했을경우)가능.
B-2 스피릿 : 건물폭격,스텔스 기능

### 탈론 기동부대
탈론 기동부대(TFT)는 인질 구출이나, 간단한 정찰임무 같은 수색 선멸 임무에 직접 투입되는 팀이다. 그들은 미국에게 고용되어, 알려지지 않은 미국의 적이자 이해할 수 없는 목적을 지닌 컨소시엄과 싸우고 있다. 또한 탈론 기동부대는 모든 기관의 모든 정보와 기술에 접속할 수 있다.
탈론 특수 부대의 모든 장병들은 미군에서 특별히 선발한 사람들로 뽑혔고, 그들은 모두 최신형 무기를 사용하고 있다.
탈론 특수부대는 미군의 여러 무기들을 여러 방면으로 채용하고 있는데, 정찰용 버기는 스팅어 업그레이드를 함으로, 버젓한 대공방어 무기가 되는데, 버기에 쓰이는 미사일은, F-15에서 발사하는 공대공 미사일과 같은 종류이다.
미군의 데프콘에 반대되어, 탈론측에서는 서로다른 2개의 업그레이드인 드론 기술과, SHIELD 기술이 있다. SHIELD 기술은 수리와 치료를 통해서 방어력을 제공해주고, 탈론의 전략적 슈퍼무기인 묠니르 초중 곡사포를 개발할 수 있게 해준다. 드론 기술은 스피너 지휘 센터와 F-35 JSF(공중전+건물 폭격),무인항공기(RQ-4A 글로벌호크 : 차량 공격하려면 업그레이드 필요)등을 이용한 공중폭격을 통해 공격을 할 수 있으며, "가디언 드론 컨트롤 센터" 건물을 건설함으로써, 전략무기로부터 기지를 방어할 수 있게 해준다.
이 진영에서 주목할 유닛은 S.H.I.E.L.D 유닛으로, 보병이 5.56mm 개틀링과, 재블린2 미사일을 발사하는 파워드슈츠를 입은 특수병사이다. 그리고 스피너 드론은 원격 조종되는 로봇 탱크로, 상황에 따라 105mm 대전차 레일건, 대공 미사일, 그리고 폭탄 드론을 발사할 수 있다. 액트 오브 워: 하이 트리즌에서 타이탄 미사일 스피너라는 새로운 종류의 스피너가 추가되었다. 이 스피너는 지도의 극에서 다른 극까지의 거리를 이동, 수동 조정이 가능한 타이탄 순항 미사일을 발사할 수 있다.

### 컨소시엄
컨소시엄(CST, CS 혹은 Consort)은 석유의 독점을 위한 석유회사들과 테러리스트가 만든 조직이다.
컨소시엄은 "비밀", "발각" 2가지 모드가 있다. 비밀 모드에서 컨소시엄은 더러운 일에 포함된 정부나, 테러리스트 같은 값이 싸면서, 꽤 강력한 용병으로 유지된다. 주목할 만한 유닛으로는 AK-74 보병과 구소련의 대공전차 퉁구스카, 대형헬기 Mi-35 하인드, 프랑스의 경전차 AMX-10RC 등의 다국적 무기들이다. 발각모드에 오면, 스텔스 유닛을 운용할 수 있다. 그리고 발각모드에서 컨소시엄은 YF-23 블랙 위도우 2같은 최신형 스텔스 항공기(실제의 F-22 전투기의 실험적 경쟁자)와, 아쿨라 스텔스 탱크(레일건 2개를 갖춘 무인 스텔스 탱크)와 특수 훈련을 마친 광학위장 보병들은 컨소시엄의 특징적인 유닛들이다. 컨소시엄은 또한 발각 모드에서 강력한 레일건 기술에 접근하게 된다.
그들의 특징적인 무기는 그들의 전략무기인 "Falling Star"로, 원래 미국에서 개발한 프로젝트이다. 이 무기는 인공위성에 신호를 내려, 지정된 위치로 떨어지도록 만든 무기이다. 이 무기는 에볼라 바이러스로 업그레이드할 수 있으며, 많은 병사에게 손상을 입히게 된다.
컨소시엄은 모든 사용한 유닛을 사용해야 하는 게임하기에 매우 힘든 진영이다. 그런까닭에 대부분의 초보 플레이어는 컨소시엄으로 게임을 즐기지 않는다.
<참고>
YF-23의 경우 업그레이드 이전에는 공중전+차량공격이 가능하고 폭탄 업그레이드를 하면 멀티롤이 가능하다..(즉 공중전+차량공격+건물 폭격)

### 그 외에 이벤트 기체 목록
F-18 호넷 전투기 : 디렉트액션에서 상륙작전을 목적으로 딱 한번 등장한다..(멀티롤 기체)
MIG-21 : 주로 컨소시엄(미션상 적군)에서 등장한다..(멀티롤 기체)

## 확장팩
액트 오브 워는 액트 오브 워: 하이 트리즌이라는 확장팩이 있다.(참고 : 한국에서는 액트오브워2로 불리기도한다) 확장팩에서 대통령 선거 기간에, 현직 대통령은 살해당하고, 후보자들은 테러리스트들로부터 공격을 받게 된다. 그리고 확장팩에서는 해상 전투와, 용병, 그리고 각 진영마다 2~3개의 새로운 유닛(미군의 스팅거병, 탈론 특수부대의 미래군대병사, 컨소시엄의 TU-160 폭격기 등....), 그리고 많은 업그레이드가 이뤄졌다. (공식 웹사이트.)

### 공식 사이트
- (영어/이탈리아어/프랑스어/독일어) 공식 사이트
- (영어) 공식 포럼
- (영어) 유진 시스템측 포럼
- (영어) bigbrother 치트 코드의 사용 설명

### 리뷰
- (영어) 게임스팟
- (영어) 메타크리틱 보관됨 2007-09-29 - 웨이백 머신